# Angela Sommer-Bodenburg
Angela Sommer-Bodenburg (ur. 18 grudnia 1948 w Reinbek) – niemiecka autorka książek dla dzieci i malarka, studiowała pedagogikę, psychologię i socjologię.
Przez dwanaście lat (1972 - 1984) pracowała jako nauczycielka w jednej z hamburskich szkół, zanim zdecydowała się ostatecznie na karierę literacką.
Dziś mieszka w Stanach Zjednoczonych, a jej książki przetłumaczono na ponad 30 języków.
Najbardziej znana w jej dorobku jest seria książek o małym wampirku Rydygierze (niem. Rüdiger) i jego przyjacielu Antosiu. Cykl obejmuje już 20 tytułów opublikowanych w ciągu ok. 30 lat i sprzedanych w dwunastomilionowym nakładzie. Na ich podstawie powstały inscenizacje teatralne, film fabularny oraz dwa seriale telewizyjne.

## Twórczość wybrana

### Cykl powieści o Wampirku
- Wampirek (1979)
- Wampirek przeprowadza się (1980)
- Wampirek w podróży (1982)
- Wampirek na wsi (1983)
- Wielka miłość wampirka (1985)
- Wampirek w niebezpieczeństwie (1985)
- Wampirek w Dolinie Lamentu (1986)
- Wampirek i kronika rodzinna (1988)
- Wampirek i dziwny pacjent (2000)
- Wampirek w jaskini lwa (2000)
- Wampirek się opala (2000)
- Wampirek i zagadkowa trumna (2000)
- Wampirek i wielki spisek (2000)
- Wampirek na szkolnej wycieczce (2000)
- Wampirek świętuje Boże Narodzenie (2000)
- Wampirek i hrabia Dracula
- Wampirek na lekcji tańca
- Wampirek ma urodziny
- Wampirek i przerażająca noc
- Wampirek i ostatnia przemiana
- Wampirek i pytanie nad wszystkie pytania (2015) (nowo poprawiona przez autorkę pt. Wampirek twój przyjaciel na zawsze z 2024 roku)